# Balloon Ascension
Pour plus de détails, voir Fiche technique et Distribution.

Balloon Ascension est un très court film documentaire américain réalisé par Harry Buckwalter et sorti en 1902.
Produit par la Selig Polyscope Company, le film montre l'ascension d'une montgolfière, pilotée par le capitaine Thomas Baldwin, frère de l'explorateur de l'Arctique et son compagnon, le capitaine Hudson, le célèbre aéronaute, qui s'élève jusqu'à une altitude de 2 000 pieds (600 mètres) au-dessus de la ville de Denver, dans le Colorado. Placée dans la nacelle, la caméra orientée vers le sol, permet au spectateur de découvrir, au fur et à mesure que le ballon monte, le panorama de la ville.

## Fiche technique
- Titre : Balloon Ascension
- Réalisation : Harry Buckwalter
- Scénario :
- Photographie :
- Montage :
- Producteur : William Selig
- Société de production : Selig Polyscope Company
- Société de distribution : Selig Polyscope Company
- Pays d'origine :  États-Unis
- Langue : film muet avec les intertitres en anglais
- Format : Noir et blanc — 35 mm — 1,33:1 — Muet
- Genre : Film documentaire
- Durée : 1 minute
- Date de sortie :
  -  États-Unis : novembre 1902